# عناصر المجموعة الخامسة

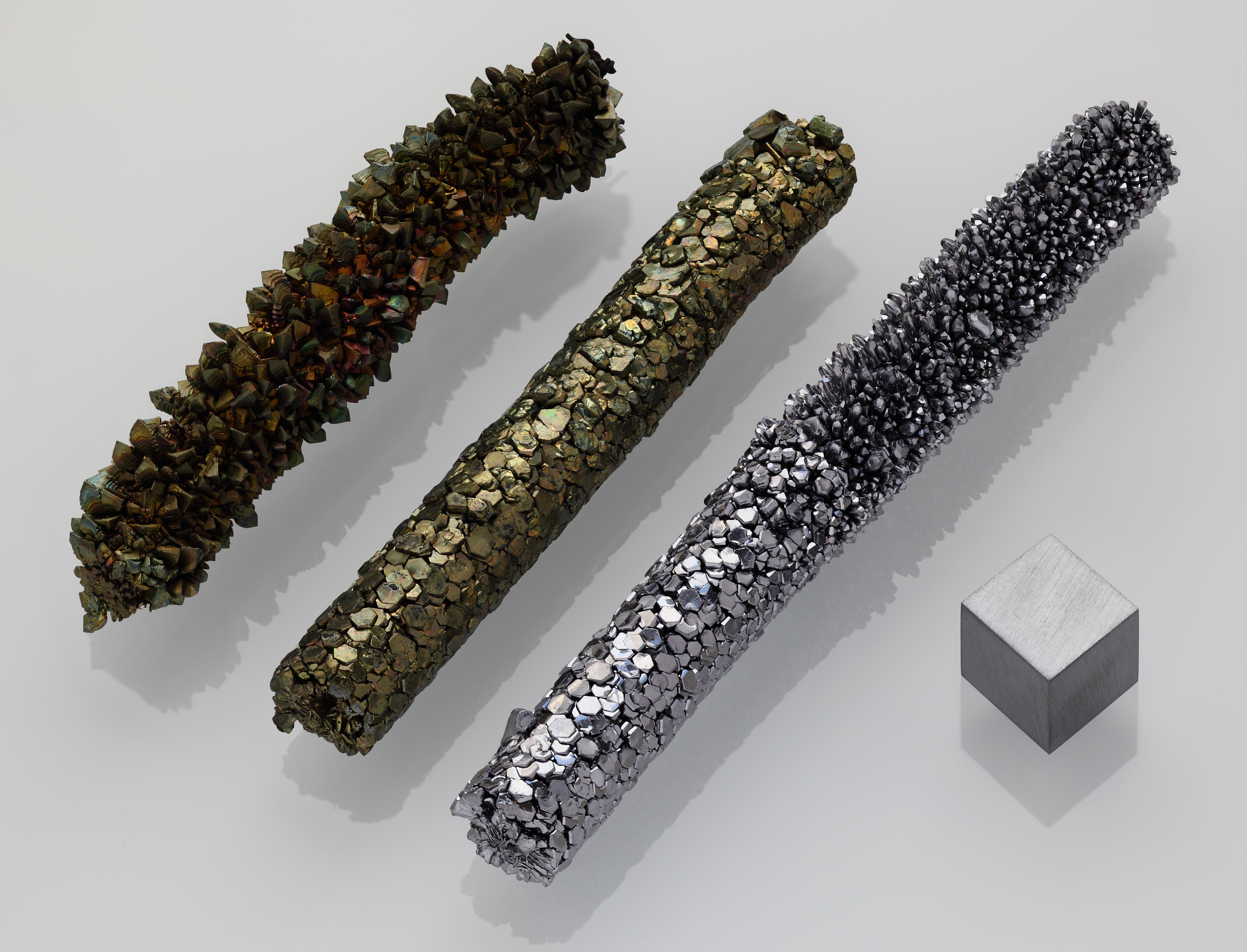

عناصر المجموعة الخامسة  هي العناصر الموجودة بالجدول الدوري للعناصر في المجموعة الخامسة (طبقا لشكل الاتحاد الدولي للكيمياء البحتة والتطبيقية) وهي:
- فانديوم (23)
- نيوبيوم (41)
- تنتالوم (73)
- دبنيوم (105)
| المجموعة | 5      |
| الدورة   |        |
| 4        | 23 V   |
| 5        | 41 Nb  |
| 6        | 73 Ta  |
| 7        | 105 Db |العناصر السابقة كلها يتم وضعها في المجموعة الخامسة نظرا لأنها تحتوى على 4 إلكترونات في غلافها الأخير .[1] الدبنيوم لا يتواجد في الطبيعة ولكن يتم تحضيره في المعامل.

| تفسير الألوان للجدول الموجود على اليسار: | فلزات انتقالية |

تفسير ألوان الرقم الذري: في درجة الحرارة العادية ; اللون الأحمر يوضح العناصر التي يتم تصنيعها ولا توجد في الطبيعة.